# Castrocalbón
Castrocalbón est une commune d'Espagne dans la province de León, communauté autonome de Castille-et-León. Elle s'étend sur 88,3 km2 et comptait environ 1 058 habitants en 2011.